# Chaim Cohn

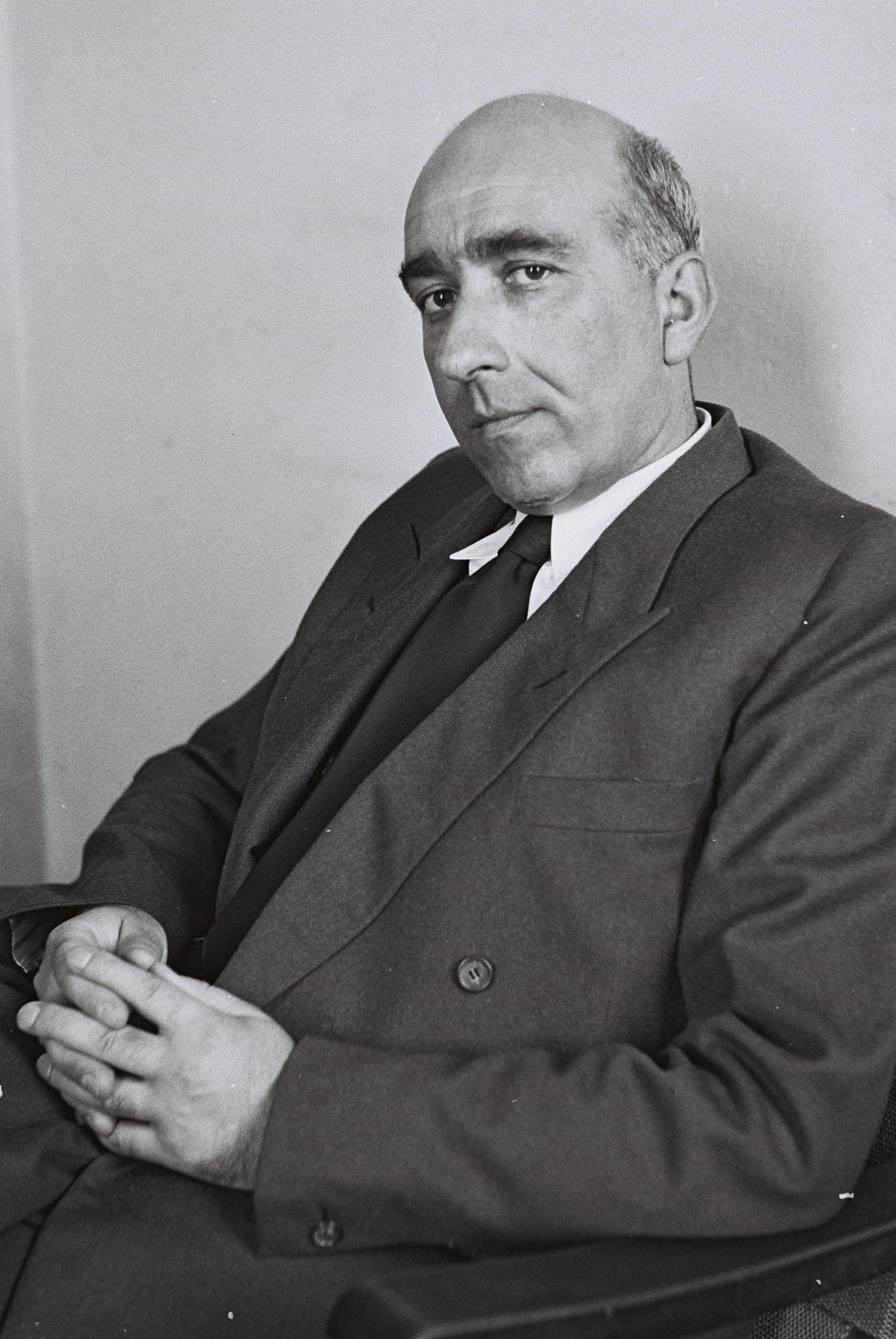
Chaim Cohn (1952)

Chaim Herman Cohn (חיים הרמן כהן) (geboren 11. März 1911 in Lübeck; gestorben 10. April 2002 in Jerusalem) war ein aus Deutschland stammender israelischer Jurist, Historiker, Politiker und für kurze Zeit amtierender israelischer Justizminister.

## Herkunft und Rechts-Studium
Cohn stammte aus einer religiösen jüdischen Lübecker Familie und war der Sohn des Bankiers Zeev Wilhelm Cohn (1883–1980) und seiner Frau Mirjam (1886–1962), geb. Carlebach, einer Tochter von Salomon und Esther Carlebach. Sein 1913 geborener Bruder Leo Cohn wurde Opfer des Holocaust, sein 1921 geborener Bruder Salomon Cohn emigrierte 1935 mit den Eltern nach Palästina.
Cohn war einige Zeit Vorsitzender der Aguddat Jisraʾel in Hamburg. 1930 immigrierte er nach Palästina und studierte kurze Zeit an der von Abraham Isaak Kook gegründeten Jeschiva Merkas HaRaw Kook. Im Anschluss war er Chasan (Kantor) in Meʾah Scheʿarim, einem Stadtviertel von Jerusalem. Er kehrte jedoch nach Deutschland zurück und absolvierte ein Studium der Rechtswissenschaften an der Johann Wolfgang Goethe-Universität Frankfurt am Main und erwarb dort einen Doktortitel.

## Anwalt in Israel
Nach seiner Rückkehr nach Palästina erhielt er 1936 zunächst die Zulassung als Rechtsanwalt und eröffnete im folgenden Jahr eine eigene Kanzlei in Jerusalem.
Nach der Gründung des Staates Israel 1948 wurde er zum Leiter der Abteilung für Gesetzgebung im Justizministerium ernannt und bald darauf zum Staatsanwalt. 1949 wurde er zum Generaldirektor des Justizministeriums und schon ein Jahr darauf zum Generalstaatsanwalt ernannt und übte dieses Amt bis 1960 aus. In dieser Position traf er wichtige Entscheidungen: Er erhob Anklage gegen Malchiel Grünwald, dessen Aussagen zum Beginn des Prozesses gegen Rudolf Kasztner geführt haben, und er gab Anweisung, homosexuellen Geschlechtsverkehr nicht zu bestrafen, obwohl die aus der britischen Mandatszeit stammenden Gesetze dies (bis 1988) vorsahen.
Am 25. Juni 1952 wurde er als Nachfolger von Dov Yosef von Ministerpräsident David Ben Gurion neben seinem Amt als Generalstaatsanwalt auch zum Justizminister ernannt, obwohl er parteilos und nicht Mitglied der Knesset war. Er übte dieses Amt bis zum 24. Dezember 1952 aus und wurde durch Pinchas Rosen abgelöst. Von 1954 bis 1976 war er Gastprofessor an der Hebräischen Universität Jerusalem, zudem von 1956 bis 1969 Gastprofessor an der Universität Tel Aviv.

## Richter am Obersten Gericht
1960 wurde er Richter am Obersten Gerichtshof (Beit haMischpat haʿElyon), dem er bis zu seiner Verabschiedung in den Ruhestand 1981 angehörte. Zeitweise war er Vizepräsident des Obersten Gerichtshofs. Viele seiner bemerkenswertesten Entscheidungen als Richter waren Minderheitsmeinung in Menschenrechtsfragen. In einem Fall stimmte er der Mehrheitsmeinung des Obersten Gerichtshofes nicht zu, die einer extremistischen arabischen Partei das Recht zur Kandidatur für die Knesset absprach. Später wurde sein Standpunkt im umgekehrten Kontext verwendet, als dem jüdischen Extremisten und Rabbiner Meir Kahane die Kandidatur für die Knesset verboten wurde. In einer seiner letzten Minderheitsmeinungen argumentierte Cohn 1980 gegen das Recht der Regierung, palästinensische Aktivisten aus Gaza und dem Westjordanland auszuweisen.
Nach seiner Berentung war er weiterhin zu Belangen in Menschenrechtsfragen aktiv, so war unter anderem von 1982 bis 1988 Präsident der Vereinigung für Bürgerrechte in Israel.

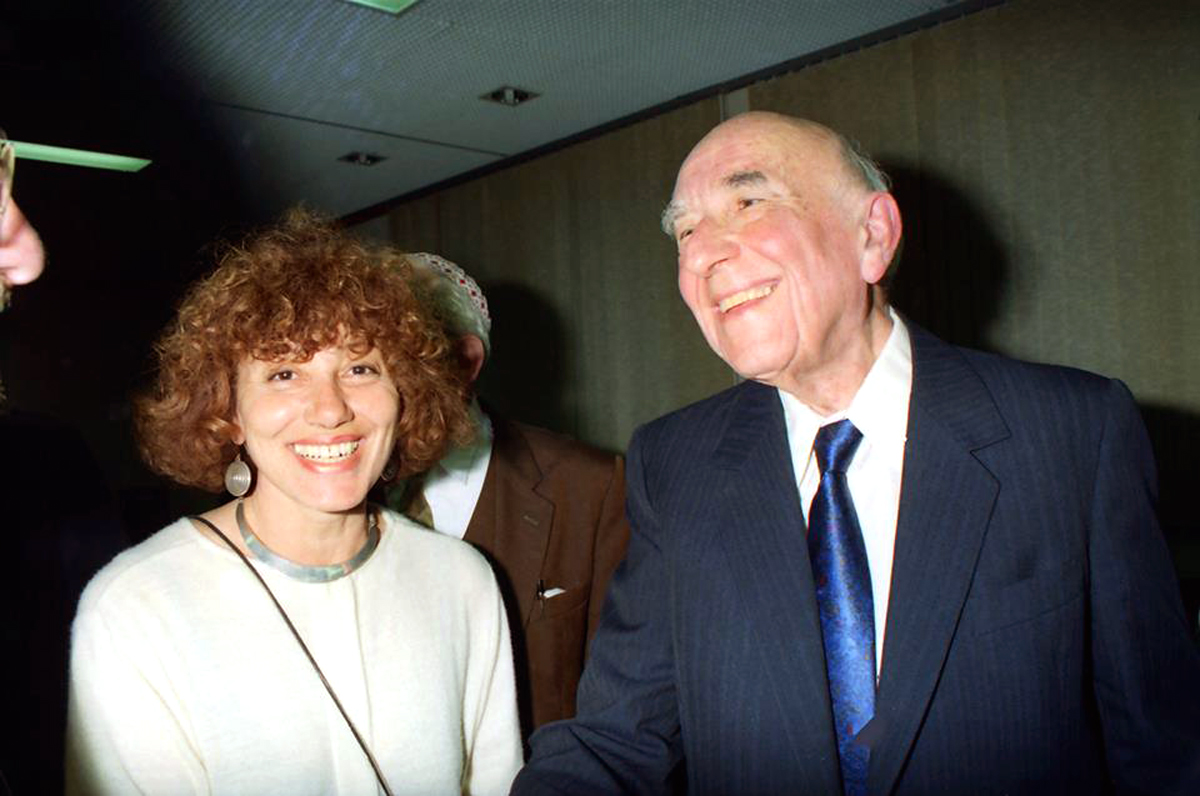
Chaim Cohn und die Dichterin und Verlegerin Adina Mor-Chaim anlässlich einer Neuerscheinung (1991)

Cohn war Repräsentant Israels im UN-Menschenrechtsrat sowie Mitglied des Ständigen Schiedshofs. Darüber hinaus gehörte er der „T'hila“-Bewegung an, die sich für Säkularismus in Israel einsetzte.
Für seine Verdienste wurde ihm 1980 die höchste Auszeichnung des Staates Israel, der Israel-Preis (hebräisch פרס ישראל pras jisraʾel), verliehen. Darüber hinaus erhielt er Ehrendoktortitel mehrerer amerikanischer Universitäten, wie der Georgetown University.

## Buch über den Prozess Jesu
Im Jahr 1968 veröffentlichte Cohn sein Buch Der Prozeß und Tod Jesu aus jüdischer Sicht in hebräischer Sprache. Es folgten Übersetzungen ins Englische und ins Deutsche (1997, 2017). Der Neutestamentler Klaus Berger setzte sich damit kritisch in einer Besprechung auseinander und schrieb, Cohn sei 
„... bemerkenswert fair gegenüber den frühchristlichen Texten und versucht - im Unterschied zu sehr vielen christlichen Exegeten - an der Historizität der Einzelberichte so lange wie möglich und auch dann festzuhalten, wenn sie seiner eigenen These widerstreben. Cohn bezeichnete Jesus als eine ‚ausgesprochen bewundernswerte Persönlichkeit‘, und er betont immer wieder, daß Jesus von vielen seiner jüdischen Zeitgenossen geliebt und verehrt worden sei.“

## Heirat
Im April 1966 heiratete er Michal Semora. Um ein Heiratsverbot zu umgehen, welches damals in Israel galt, wurde die Eheschließung in New York vollzogen. Das Heiratsverbot bezieht sich auf eine Stelle im 3. Buch Mose, die Männern, die Kohanim-Familien entstammen, verbietet, geschiedene Frauen zu heiraten.

## Schriften (Auswahl)
- Human Rights in the Bible & Talmud. 1989, ISBN 965-05-0563-6
- Dangerous Halakhah. In: Free Judaism, Essay
- Freeing jewish art from its halakhic shackles. In: Free Judaism, 6. Juli 1995, Essay
- God as legal fiction. Humanists have broken free of the need for god. In: Free Judaism, Essay
- Legal fictions. In: Free Judaism, Essay
- In spite of everything – tolerance. In: Free Judaism, Essay
- Der Prozeß und Tod Jesu aus jüdischer Sicht. Übersetzung aus dem Englischen von Christian Wiese, Hannah Liron. Jüdischer Verlag,  Berlin 1997, ISBN 978-3-633-54141-6
- Aus meinem Leben. Übersetzung aus dem Hebräischen Eva-Maria Thimme, Jonathan Nieraad. Jüdischer Verlag, Berlin 2019, ISBN 978-3-633-54291-8.